# Стоун, Никки
Никки Стоун (англ. Nikki Stone; род. 4 февраля 1971 года, Принстон) — американская фристайлистка, выступавшая в акробатике. Олимпийская чемпионка 1998 года, чемпионка мира.

## Карьера
В Кубке мира Никки Стоун дебютировала 25 января 1992 года на домашнем этапе в Лейк-Плесиде, где заняла 11-е место. В конце дебютного сезона на этапе в японской Иидзуне одержала свою дебютную победу, причём сделала это всего в своём третьем старте на мировом кубке.
В 1993 году дебютировала на чемпионате мира, где остановилась в шаге от медали, показав четвёртый результат. В следующем году на Олимпийских играх в Лиллехаммере американская фристайлистка выиграла первую квалификационную попытку, но упала во второй и по сумме стала 13-й, тогда как в финальный раунд проходили 12 лучших по сумме прыжков.
Удачным для американки оказался сезон 1994/95. Она выиграла Малый Хрустальный глобус в зачёте акробатики, была шестой в общем зачёте. На чемпионате мира 1995 года во Франции Стоун завоевала золотую медаль.
В олимпийском сезоне 1997/98 Никки второй раз в карьере выиграла зачёт акробатики, но также смогла выиграть и общий зачёт, став первой акробаткой, которой покорилось это достижение. На Играх в Нагано американка с четвёртым результатом преодолела квалификацию, хотя после первой попытки была только 12-й. В финале Стоун показала лучший результат в первой попытке, была второй в заключительном раунде, но по сумме прыжков смогла более чем на 6 баллов опередить ближайшую преследовательницу и стала олимпийской чемпионкой.
Завершила карьеру в 1999 году. Свой последний сезон американка завершила второй как в зачёте акробатики, так и в общем зачёте, проиграв австралийке Джеки Купер. На чемпионате мира 1999 года завоевала бронзовую медаль, пропустив вперёд не только Купер, но еще и норвежку Хильде Лид.
После завершения карьеры Никки Купер стала выступать с лекциями, рассказывая о своём пути к успеху. Также она профессор Университета Юты в области спортивной психологии, консультирует некоторых спортсменов-олимпийцев.